# Chadron (Nebraska)
Chadron je grad u američkoj saveznoj državi Nebraska. Prema popisu stanovništva iz 2010. u njemu je živjelo 5,851 stanovnika.